# Mosbach
Mosbach je velké okresní město v německé spolkové zemi Bádensko-Württembersko, v zemském okrese Neckar-Odenwald.
V roce 2015 zde žilo 23 000 obyvatel.

## Partnerská města
- Château-Thierry, Francie
- Pesthidegkút, Maďarsko
- Pößneck, Německo
- Finike, Turecko
- Lymington, Spojené království